# Ginoria curvispina
Ginoria curvispina är en fackelblomsväxtart som beskrevs av Emil Bernhard Koehne. Ginoria curvispina ingår i släktet Ginoria och familjen fackelblomsväxter. Inga underarter finns listade i Catalogue of Life.